# Jeonju
Jeonju (hangul: 전주시) är den största staden och administrativ huvudort i provinsen Norra Jeolla i Sydkorea. Invånarantalet var 666 177 i slutet av 2020.. Staden är indelad i två distrikt, Deokjin-gu och Wansan-gu, som i sin tur är indelade i totalt 35 stadsdelar (dong).

## Ekonomi
Större företag belägna i Jeonju inkluderar Hyundai Motor Company, LS Mtron, Hyosung Advanced Materials, Miwon Corporation, Samyang Corporation, Hyundai Everdigm, KCC Silicon, Adeca Korea, Mirae Paper, Samyang Chemical, Jeonbuk Bank, Gaon Cable, Schaeffler Korea, Aekyung Chemical, Jeonbuk City Gas, Farm Hannong, Jeonbuk City Gas, Farm Hannong Construction.